# Jean-Noël Huck
Pour les articles homonymes, voir Huck.
Jean-Noël Huck est un footballeur français né le 20 décembre 1948 à Mutzig (Bas-Rhin). Il était milieu de terrain. Il est le père de William Huck, également footballeur.

## Biographie
Jean-Noël Huck commence le football à l'AS Mutzig où il jouera notamment avec Arsène Wenger, devenu depuis son ami d'enfance. Repéré par le RC Strasbourg, il entame sa carrière professionnelle dans ce club avant de signer pour 7 ans à L'OGCN. Il a composé avec Roger Jouve et Jean-Marc Guillou le milieu de terrain de l'OGC Nice dans les années 1970. Objectivement, on peut dire que cette association de joueurs de grande qualité a permis au club azuréen de bien figurer au sein du Championnat de France de football de 1re Division en finissant, d'une part, deuxième lors de l'exercice 1975-1976, juste derrière le très grand AS Saint-Étienne et, d'autre part, en parvenant en finale de la Coupe de France en mai 1978. Pratiquant un football élégant, rusé et très bien inspiré, Jean-Noël Huck, à l'instar de son coéquipier Jean-Marc Guillou fut sans conteste possible un joueur exemplaire tant du point de vue de son tempérament que de sa loyauté. Son élégance balle au pied, sa longue crinière et ses longues chevauchées côté droit lui valent encore à ce jour le surnom d'homme Cheval du côté du Stade du Ray.
Après avoir connu ses meilleures années de footballeur avec l'OGC Nice, il passe plusieurs saisons en demi-teinte au sein des deux clubs parisiens, le Paris FC puis le Paris SG.
Il participe ensuite, lors de la saison 1981-82, à la fantastique épopée du FC Mulhouse qui obtient l'accession en première division après deux matches de barrages face à l'US Valenciennes-Anzin. Avec comme entraîneur-joueur Jean-Marc Guillou, son ancien coéquipier niçois, l'équipe de Mulhouse pratique alors un football offensif et spectaculaire qui ne lui permettra pas, cependant, de se maintenir parmi l'élite la saison suivante.
En 1985 il sera brièvement l'entraîneur du club de ses débuts professionnels, le RC Strasbourg, puis terminera sa carrière à l'EA Guingamp où il évolue en tant que joueur entraineur.
En 1990 il est appelé à la tête de l'équipe première de L'OGCN.

## Carrière

### Joueur
- 1967-1968 :  AS Mutzig
- 1968-1971 :  RC Strasbourg
- 1971-1978 :  OGC Nice
- 1978-1979 :  Paris FC
- 1979-1981 :  Paris SG
- 1981-1984 :  FC Mulhouse
- 1984-1985 :  RC Strasbourg

### Entraîneur
- mars 1985 - décembre 1985 :  RC Strasbourg
- 1986-1987 :  EA Guingamp (entraîneur-joueur)
- OGC Nice (encadrement technique puis équipe première de décembre 1990 à Juin 1992).

## Palmarès
- 17 sélections en équipe de France entre 1970 et 1975[1].
- Vice-Champion de France en 1973 et 1976 avec l'OGC Nice
- Finaliste de la Coupe de France en 1978 avec l'OGC Nice